# Jerzy Fryczyński
Jerzy Jacek Fryczyński (ur. 2 lipca 1956 w Radomiu) – generał dywizji Wojska Polskiego w stanie spoczynku.

## Życiorys
W 1981 ukończył Wyższą Oficerską Szkołę Lotniczą na kierunku nawigator stanowisk dowodzenia i rozpoczął zawodową służbę wojskową w 2 Centrum Dowodzenia Bojowego Armii Lotniczej na stanowisku nawigatora punktu naprowadzania a następnie dowódcy Punktu Naprowadzania i Wskazywania Celów. W 1985 ukończył Wyższy Kurs Doskonalenia Oficerów Operacyjnych Wojsk Lotniczych i Wojsk Obrony Powietrznej Kraju, a w 1989 Akademię Sztabu Generalnego i zajmował stanowiska służbowe w Dowództwie Wojsk Lotniczych, 4 Korpusie Lotniczym, 7 pułku lotnictwa bombowo rozpoznawczego, dowództwie 3 Korpusu Obrony Powietrznej. W 1997 był na kursie Taktyczno-Operacyjnym Oficerów Wojsk Lotniczych i Obrony Powietrznej, a w 2001 na Podyplomowych Studiach Operacyjno-Strategicznych w Akademii Obrony Narodowej. Po ukończeniu studiów w latach 2001–2004 zajmował stanowisko w SG WP a w latach 2004–2006 stanowisko szefa sztabu 3 Korpusu Obrony Powietrznej.Od lutego do lipca 2007 pełnił służbę w Dowództwie Operacyjnym, a następnie został kolejno zastępcą szefa sztabu i szefem sztabu w Dowództwie Sił Powietrznych. 11 listopada 2007 został awansowany przez Prezydenta RP Lecha Kaczyńskiego na stopień generała brygady. 1 sierpnia 2013 prezydent Bronisław Komorowski awansował Fryczyńskiego na stopień generała dywizji. Z dniem 25 lutego 2016 zakończył zawodową służbę wojskową, przechodząc w stan spoczynku.

## Ordery i odznaczenia
- Krzyż Kawalerski Orderu Odrodzenia Polski – 2012[3]
- Złoty Krzyż Zasługi (2002)[4]
- Srebrny Krzyż Zasługi (1998)[5]
- Lotniczy Krzyż Zasługi (2009)[6]